# Lucky You (sång)
"Lucky You" är en poplåt skriven av Linda Sundblad, Johan Bobäck, Fredrik Thomander och Anders "Gary" Wikström som framfördes av Linda Sundblad i Melodifestivalen 2011. Låten placerade sig på sjätte plats i den tredje deltävlingen och avancerade inte vidare.
Låten släpptes på singel den 27 februari 2011 genom Itunes Store. Den nådde inga större listframgångar men låg två veckor på Digilistan med plats 39 som bäst.

## Komposition
"Lucky You" handlar om "att inte underskatta sig själv utan tänka att andra ska vara glada för att få vara i ens närhet". Låten innehåller flera formdelar som används inom komposition av populärmusik.
Intro (instrumentalt)
Vers ("I see you look...")
Vers ("And then I look...")
Brygga ("I feel a thing...")
Refräng AABBAA ("Lucky...")
½ Vers ("But wait a minute...")
Vers ("And if it's all inside...")
Brygga ("I feel a thing...")
Refräng AABBAA ("Lucky...")
Instrumentalt stycke
Stick ("I play my cards...")
Break & fake end (vid 3/4)
Tonartshöjning
Refräng AABB ("Oh, oh...")
Refräng AABBAA ("Lucky...")
Avslut

## Listplaceringar
| Lista (2011)         | Högsta position |
| -------------------- | --------------- |
| Sverige (Digilistan) | 39              |